# Чернітка
Чернітка (Myioborus) — рід горобцеподібних птахів родини піснярових (Parulidae). Більшість представників цього роду мешкають на півночі Південної Америки, хоча деякі види населили також Центральну Америку і Мексику.

## Опис
Більшість черніток мають середню довжину 13-13,5 см. Верхня частина тіла в них темно-сіра або темно-оливково-зелена, за винятком білих кінчиків рульових пер. Нижня частина тіла в них яскраво-червона, оранжева або жовта. Багато видів мають прикметну чорну, жовту або руду пляму на тімені або на обличчі, часто з білими або жовтими плямами навколо очей. Черніткам не притаманний статевий диморфізм.
Чернітки мешкають в гірських лісах (зокрема в тих, що ростуть навколо тепуїв, лісових масивах і в заростях чагарників. Вони харчуються комахами. Часто приєднуються до змішаних зграй.
Білокрила чернітка (Myioborus pictus) багато в чому відрізняється від інших птахів свого роду. Ця найпівнічніша чернітка є найбільшою (довжина її тіла становить 15 см), має відмінне забарвлення, її спів і поведінка відрізняється від інших черніток. Це також єдиний мігруючий вид черніток, і деякі дослідники вважають, що цього птаха необхідно виділити в окремий монотиповий рід.

## Види
Виділяють дванадцять видів:
- Чернітка рудоголова (Myioborus brunniceps)
- Чернітка перуанська (Myioborus melanocephalus)
- Чернітка шафранова (Myioborus cardonai)
- Чернітка парійська (Myioborus pariae)
- Чернітка коста-риканська (Myioborus torquatus)
- Чернітка чорногорла (Myioborus miniatus)
- Чернітка білокрила (Myioborus pictus)
- Чернітка колумбійська (Myioborus flavivertex)
- Чернітка золотолоба (Myioborus ornatus)
- Чернітка тепуйська (Myioborus castaneocapilla)[5]
- Чернітка білолоба (Myioborus albifrons)
- Чернітка білощока (Myioborus albifacies)

## Етимологія
Наукова назва роду Myioborus походить від сполучення дав.-гр. μυια — муха і βορος — пожираючий.